# Michael Rostovtzeff
Michael Ivanovich Rostovtzeff nebo Michail Ivanovič Rostovcev (rusky: Михаил Иванович Росто́вцев; 10. listopadu 1870 – 20. října 1952) byl americký historik narozený na území dnešní Ukrajiny, jež bylo tehdy součástí Ruského impéria. Zabýval se starověkem, proslul především pracemi o starém Římu a Řecku.

## Život
Byl synem učitele latiny. Po dokončení studií na univerzitách v Kyjevě a Petrohradu působil jako asistent a poté jako profesor latiny na univerzitě v Petrohradě (1898–1918) V roce 1918, po říjnové revoluci, emigroval nejprve do Švédska, poté do Anglie a nakonec, v roce 1920, do Spojených států. Tam přijal místo na Wisconsinské univerzitě v Madisonu, v roce 1925 pak přešel na Yaleovu univerzitu, kde pak učil až do svého odchodu do důchodu v roce 1944. Dohlížel na všechny archeologické činnosti této instituce a zejména na vykopávky v Dura Európos. V roce 1935 byl prezidentem Americké asociace historiků. V závěru života trpěl depresemi.

## Dílo
Již během svého působení v Rusku ho zajímaly antické dějiny, byť se ponejprv specializoval na antický vliv v jižním Rusku a na Ukrajině. Svoje znalosti o tomto tématu shrnul zejména v práci, která pak vyšla v USA pod názvem Iranians and Greeks in South Russia (1922). V Americe se ale začal více věnovat základním otázkám antického světa, především pak ekonomickým. Za vrcholné jeho dílo bývá považována kniha Sociální a ekonomické dějiny Římské říše, jež vyšla roku 1926. Rostovtzeff zde přednesl pozoruhodnou teorii o příčině zhroucení Římské říše, v níž ho ovlivnila i osobní zkušenost s pádem carského Ruska. Za klíčový problematický jev římských dějin považoval ozbrojení venkovského proletariátu a jeho vstup do římské armády ve 3. století. Kniha nicméně vyvolala kritiku. Bylo jí vyčítáno, že užívá marxistické pojmy jako proletariát, buržoazie či kapitalismus (ačkoli Rostovtzeff nebyl marxistou), a že je nemístně aktualizační, neboli je založená na autorových vlastních zkušenostech. Oceňováno nicméně je, že Rostovtzeff byl jedním z prvních, kdo spojil archeologické důkazy s literárními prameny. Z toho pohledu je ceněna zvláště kniha Dura-Europos and Its Art (1938), kde analyzuje vykopávky Yaleovy univerzity. Věnoval se i tématům jiných starověkých civilizací, jako byl Egypt, Sumer nebo počátkům arabské civilizace. V této souvislosti je mu připisováno autorství pojmu "karavanní město".